# Признаки Хаара
Признаки Хаара — признаки цифрового изображения, используемые в распознавании образов. Своим названием они обязаны интуитивным сходством с вейвлетами Хаара. Признаки Хаара использовались в первом детекторе лиц, работающем в реальном времени.
Исторически сложилось так, что алгоритмы, работающие только с интенсивностью изображения (например значение RGB в каждом пикселе), имеют большую вычислительную сложность. В работе Папагеоргиу, была рассмотрена работа с множеством признаков, основанных на вейвлетах Хаара. Виола и Джонс адаптировали идею использования вейвлетов Хаара и разработали то, что было названо признаками Хаара. Признак Хаара состоит из смежных прямоугольных областей. Они позиционируются на изображении, далее суммируются интенсивности пикселей в областях, после чего вычисляется разность между суммами. Эта разность и будет значением определенного признака, определенного размера, определенным образом спозиционированного на изображении.
Для примера рассмотрим базу данных с человеческими лицами. Общим для всех изображений является то, что область в районе глаз темнее, чем область в районе щек. Следовательно общим признаком Хаара для лиц является 2 смежных прямоугольных региона, лежащих на глазах и щеках.
На этапе обнаружения в методе Виолы — Джонса окно установленного размера движется по изображению, и для каждой области изображения, над которой проходит окно, рассчитывается признак Хаара. Наличие или отсутствие предмета в окне определяется разницей между значением признака и обучаемым порогом. Поскольку признаки Хаара мало подходят для обучения или классификации (качество немного выше чем у случайной нормально распределенной величины), для описания объекта с достаточной точностью необходимо большее число признаков. Поэтому в методе Виолы — Джонса признаки Хаара организованы в каскадный классификатор.
Ключевой особенностью признаков Хаара является наибольшая, по сравнению с остальными признаками, скорость. При использовании интегрального представления изображения признаки Хаара могут вычисляться за постоянное время (примерно 60 процессорных инструкций на признак из двух областей).

## Прямоугольные признаки Хаара
Простейший прямоугольный признак Хаара можно определить как разность сумм пикселей двух смежных областей внутри прямоугольника, который может занимать различные положения и масштабы на изображении. Такой вид признаков называется 2-прямоугольным. Виола и Джонс также определили 3-прямоугольные и 4-прямоугольные признаки. Каждый признак может показать наличие (или отсутствие) какой-либо конкретной характеристики изображения, такой как границы или изменение текстур. Например, 2-прямоугольный признак может показать, где находится граница между темным и светлым регионами.

## Наклонные признаки Хаара
Линхарт и Майд представили идею наклоненных (45 градусов) признаков Хаара. Это было сделано для увеличения размерности пространства признаков. Способ оказался удачным и некоторые наклонные признаки были способны лучше описывать объект. Например, 2-прямоугольный наклонный признак Хаара может показать наличие края, наклоненного на 45 градусов.
Мессом и Барзак дополнили концепцию наклонных признаков Хаара. Хоть идея и является математически верной, на практике при использовании признаков под разными углами возникают проблемы. Для ускорения вычислений, детектор использует изображения низкого разрешения, что приводит к ошибке округления. Исходя из этого, наклонные признаки Хаара обычно не используются.